# Lista regilor Asiriei

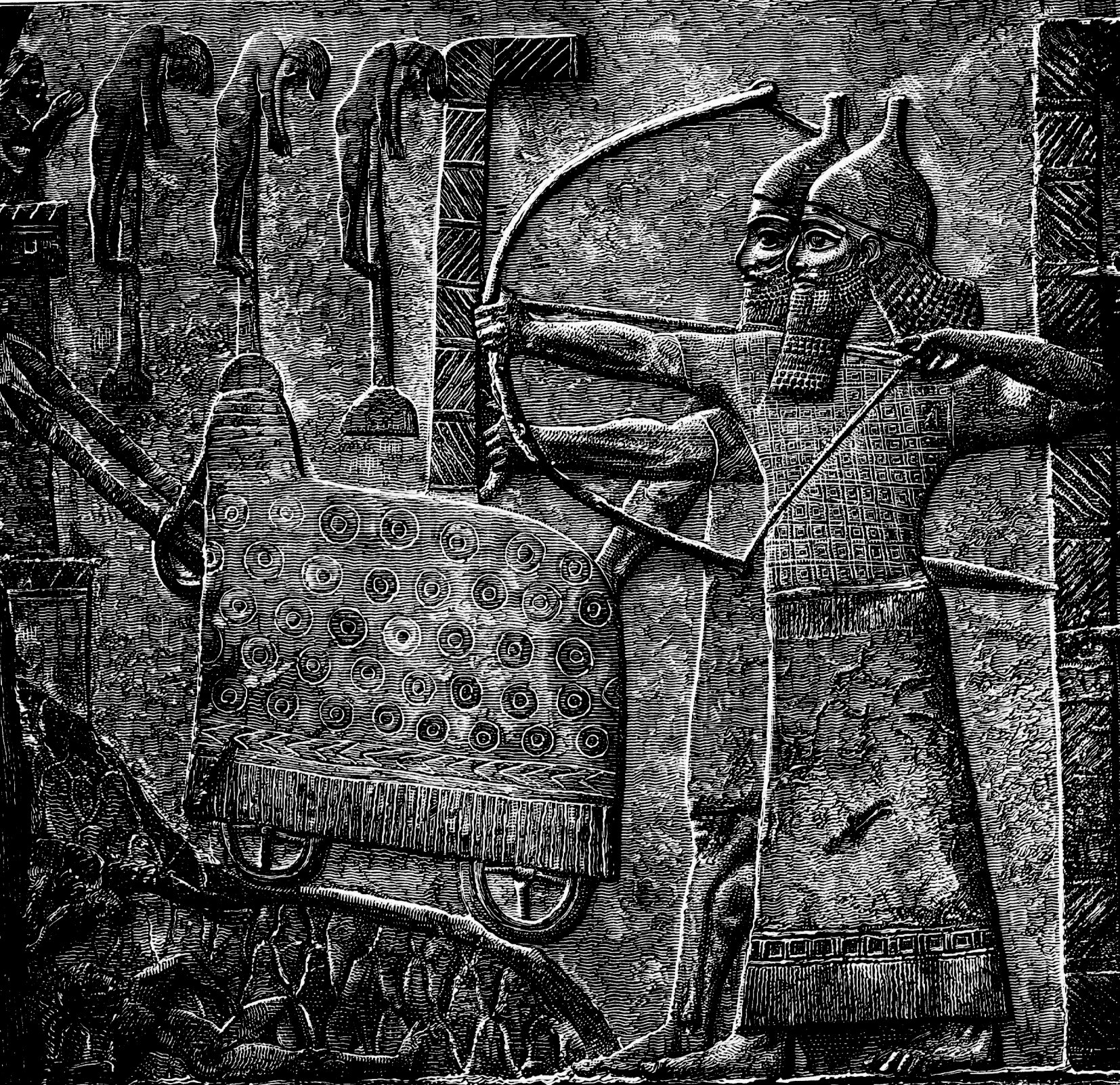
Tiglatpalasar al III-lea

## Regi care trăiau în corturi
- Tudia (cca. 2150 î.Hr., contemporan cu Ibrium din Ebla)
- Adamu
- Yangi
- Kitlamu
- Kharkharu
- Mandaru
- Imsu
- Kharsu
- Didanu
- Khanu
- Zuabu
- Nuabu, fiul lui Zuabu
- Abazu,  fiul lui Nuabu
- Belu sau Tillu, fiul lui Abazu
- Asarah sau  Azarakh, fiul lui Belu
- Ushpia (cca 2020 î.Hr.)
- Apiashal

## Perioada paleo-asiriană
- cca. 2000 î.Hr.: Kikia
- cca. 2000 î.Hr.: Akia
- cca. 2000 î.Hr.: Puzur-Ashur I
- cca. 1970 î.Hr.: Shalim-akhte
- cca. 1950 î.Hr.: Ilushuma
- cca. 1940-1910 î.Hr.: Erishum I - fiul lui Ilu-shuma. contemporan cu Samu-la-E de Babilonia; se spune că a construit un templu lui Ashur
- cca. 1900 î.Hr.: Ikunum - fiul lui Ilu-shuma
- cca. 1860 î.Hr.: Sargon I - fiul lui Ikunum, a nu se confunda cu Sargon I Akkadianul.
- cca. 1850 î.Hr.: Puzur-Ashur al II-lea - fiul lui Sargon I
- cca. 1875 î.Hr.: Naram-Suen - fiul lui Puzur-Ashur al II-lea
- cca. 1875 î.Hr.: Erishum al II-lea - fiul lui Naram-Suen, a nu se confunda cu Naram-Sin Akkadianul
- 1812-1780 î.Hr.: Shamshi-Adad I
- 1780-1740 î.Hr.: Ishme-Dagan
- ca. 1550 î.Hr.: Ashur-nirari I
- ca. 1550 î.Hr.: Puzur-Ashur al III-lea
- ca. 1550 î.Hr.: Enlil-nasir I
- ca. 1500 î.Hr.: Nur-Ili
- ca. 1500 î.Hr.: Ashur-shaduni
- ca. 1500 î.Hr.: Ashur-rabi I
- ca. 1450 î.Hr.: Ashur-nadin-akhe I
- 1430-1425 î.Hr.: Enlil-nasir al II-lea
- 1424-1418 î.Hr.: Ashur-nirari al II-lea
- 1417-1409 î.Hr.: Ashur-bel-nisheshu
- 1408-1401 î.Hr.: Ashur-rim-nisheshu
- 1400-1391 î.Hr.: Ashur-nadin-akhe al II-lea

## Perioada de mijloc asiriană
- 1390-1364 î.Hr.: Eriba-Adad I
- 1363-1328 î.Hr.: Ashur-uballit I
- 1327-1316 î.Hr.: Enlin-nirari
- 1317-1306 î.Hr.: Arik-den-ili
- 1305-1274 î.Hr.: Adad-nirari I
- 1273-1244 î.Hr.: Salmanassar I
- 1243-1207 î.Hr.: Tukulti-Ninurta I
- 1206-1203 î.Hr.: Ashur-nadin-apli
- 1202-1197 î.Hr.: Ashur-nirari al III-lea
- 1196-1193 î.Hr.: Enlil-kudur-usur
- 1192-1180 î.Hr.: Ninurta-apil-Ekur
- 1179-1133 î.Hr.: Ashur-dan I
- 1133 î.Hr.: Ninurta-tukulti-Ashur
- 1133 î.Hr.: Mutakkil-Nusku
- 1132-1115 î.Hr.: Ashur-resh-ishi I
- 1114-1076 î.Hr.: Tiglatpalasar I
- 1075-1074 î.Hr.: Asharid-apil-Ekur
- 1073-1056 î.Hr.: Ashur-bel-kala
- 1055-1054 î.Hr.: Eriba-Adad al II-lea
- 1053-1050 î.Hr.: Shamshi-Adad al IV-lea
- 1049-1031 î.Hr.: Assurnasirpal I
- 1030-1019 î.Hr.: Salmanassar al II-lea
- 1018-1013 î.Hr.: Ashur-nirari al IV-lea
- 1012-972 î.Hr.: Ashur-rabi al II-lea
- 971-967 î.Hr.: Ashur-resh-ishi al II-lea
- 966-935 î.Hr.: Tiglatpileser al II-lea
- 934-912 î.Hr.: Ashur-dan al II-lea

## Perioada Neo-Asiriană

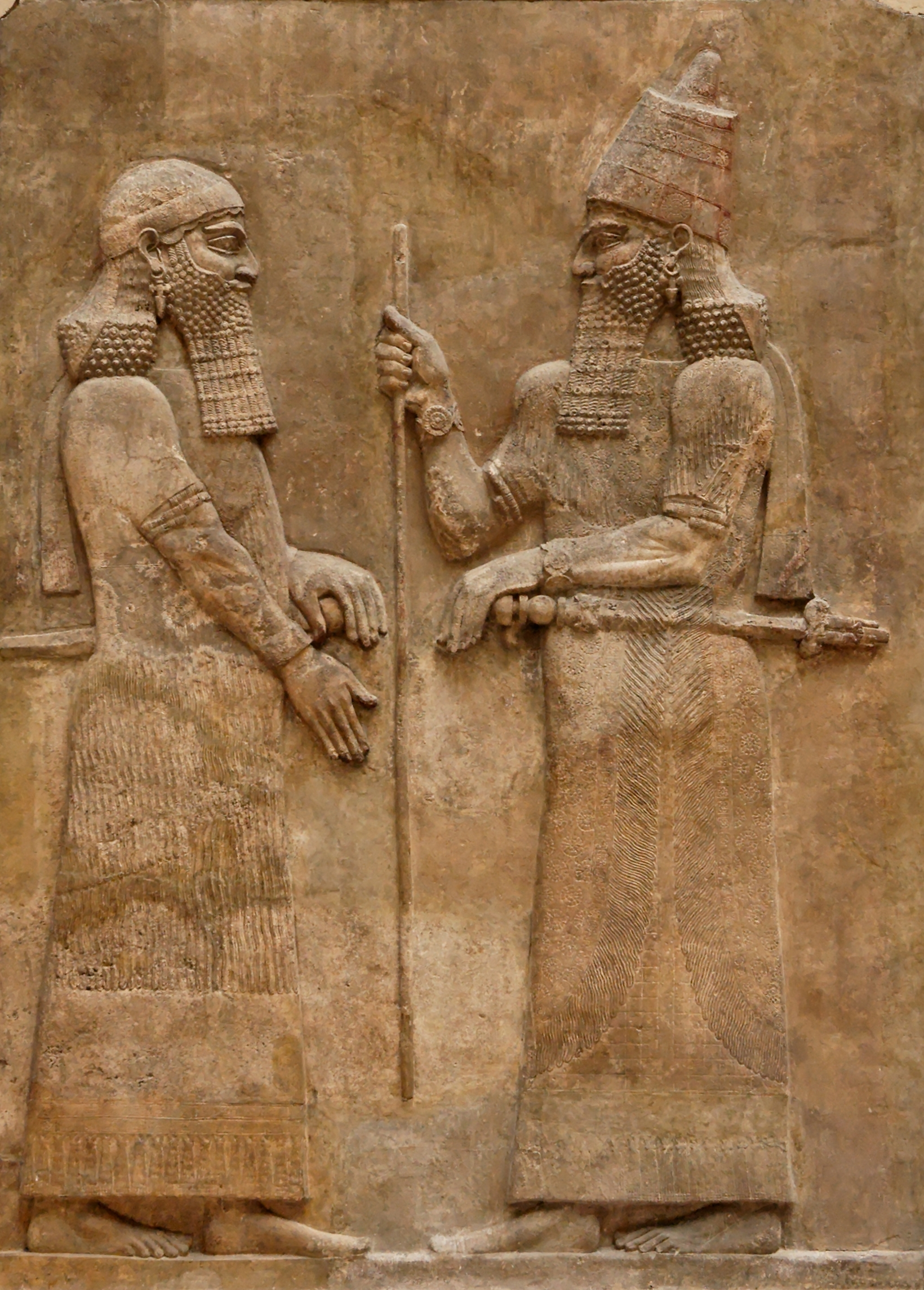
Sargon al II-lea (în dreapta) cu un demnitar

- 911-891 î.Hr.: Adad-nirari al II-lea
- 890-884 î.Hr.: Tukulti-Ninurta al II-lea
- 883-859 î.Hr.: Assurnasirpal al II-lea
- 858-824 î.Hr.: Salmanasar al III-lea
- 823-811 î.Hr.: Shamshi-Adad al V-lea
- 810-783 î.Hr.: Adad-nirari al III-lea
- 782-773 î.Hr.: Salmanassar al IV-lea
- 772-755 î.Hr.: Ashur-dan al III-lea
- 754-745 î.Hr.: Ashur-nirari al V-lea
- 744-727 î.Hr.: Tiglatpalasar al III-lea
- 726-722 î.Hr.: Salmanasar al V-lea
- 721-705 î.Hr.: Sargon al II-lea
- 704-681 î.Hr.: Senaherib
- 680-669 î.Hr.: Assarhaddon (sau Esarhaddon)
- 668-631 î.Hr.: Assurbanipal
- 630-627 î.Hr.: Ashur-etil-ilani
- 627-612 î.Hr.: Sin-shar-ishkun
- 612-609 î.Hr.: Asur-uballit II[1]